# Trélex
Trélex est une commune suisse du canton de Vaud, située dans le district de Nyon. Elle fait partie de quelques associations intercommunales telles que l'AISGE, qui s'occupe de l'éducation primaire et secondaire entre les différentes communes de la région. 
Le village se situe à moins d'un kilomètre du site du Paléo festival de Nyon.

## Population

### Gentilé
Les habitants de la commune se nomment les Trélésiens.
Ils sont surnommés lè z'Ecoualle ou Ecouèlli (les écuelles ou potiers d'écuelles en patois vaudois) et les Lanvalé ou Lauvalè (sorte de crochet de bûcheron en patois vaudois).

## Transports
Trélex se situe à 5 minutes de la sortie Nyon de l'autoroute A1. Le village est également desservi par le chemin de fer Nyon-Saint-Cergue-Morez qui relie Nyon à La Cure.

## Résidents célèbres
- Michel Mayor, astrophysicien[6], prix Nobel de physique 2019[7].
- Gaël Monfils, joueur de tennis.